# Zorocrates aemulus
Zorocrates aemulus is een spinnensoort uit de familie Zoropsidae. De soort komt voor in de Verenigde Staten en Mexico.